# Micael Sequeira
Micael Martins Sequeira, más conocido como Micael Sequeira (Leverkusen, 6 de julio de 1973), es un entrenador portugués nacido en Alemania.

## Carrera

### Inicios en el S. C. Braga
Licenciado en Educación Física y Deporte y con un máster en Entrenamiento de Alto Rendimiento, comenzó a entrenar en 1998 en el Sporting Club de Braga donde permaneció durante 10 temporadas consecutivas, para luego comenzar a actuar como asistente. En 2006 debutó como técnico en el S C Braga B, en lo que sería el inicio de una carrera como entrenador con paso por diferentes clubes.

### Atlético de Valdevez
En enero de 2009 vive uno de los mejores momentos de su carrera al frente del Atlético de Valdevez, que disputó los cuartos de final de la Copa de Portugal con el Nacional da Madeira, equipo que ocupaba en ese momento el tercer puesto de la I Liga, logrando eliminar al equipo de Alto Minho en la lotería de los penaltis. Además, la trayectoria en esta competición del equipo de la II División B, liderada por Micael Sequeira, fue notable, ya que el Atlético de Valdevez eliminó a cuatro clubes de la II Liga de forma consecutiva.

### Desportivo das Aves
La aventura siguió en el Desportivo das Aves, donde Micael Sequeira consiguió los objetivos propuestos por el club en ese momento, haciendo una temporada reseñable para el club durante la temporada 2009/2010 y quedando en 5.º lugar de la II Liga.

### S.C. Braga y más
Volvió al Sporting Club de Braga como Coordinador de Scouting, club con el que logró el subcampeonato de la UEFA Europa League.  Desde ese momento, siguieron experiencias positivas en diferentes clubes como F.C. Famalicão, Trofense, Freamunde y Merelinense; clubes con los que logró alcanzar los objetivos propuestos para cada temporada. 

### Al-Nassr
En 2018 fue llamado para entrenar en Arabia Saudí al equipo B (sub-21) del Al Nassr FC. Micael Sequeira, además de ser el primer entrenador del equipo B del Al-Nassr FC, también acumuló funciones como Asistente de Helder Cristóvão, el en ese momento primer entrenador del equipo principal del Al Nassr en la Liga Profesional Saudí. Tres meses después, recibió un nuevo trabajo en la misma liga en el Ettifaq FC, club al que le quedaban dos partidos para evitar bajar de división y con el que logró la permanencia. En abril de 2019, se coronó campeón nacional de Arabia Saudita al vencer a los sub-21 de Al Hilal en la final.

### Vuelta al S.C. Braga
En la temporada 2019-2020, de regreso al S.C. Braga como técnico asistente, ganó en enero de 2020 la Copa de la Liga ante el FC Porto y, al final de temporada, el tercer puesto de la I Liga que permitía el acceso directo a la Europa League. Posteriormente, actuó como Coordinador de Rendimiento Deportivo.

### Actualidad
En este momento, ejerce de primer entrenador en el PFC Lokomotiv Tashkent en Uzbekistán.

## Palmarés
| Equipo           | Temporada   | Campeonato                                         |
| ---------------- | ----------- | -------------------------------------------------- |
| Merelinense F.C. | 2015 - 2016 | Campeón Pró Nacional                               |
| Al-Nassr         | 2018 - 2019 | Campeón Liga de Fútbol Profesional de Arabia Saudí |
| Al-Nassr         | 2018 - 2019 | Campeón Liga Sub-21 de Fútbol de Arabia Saudí      |
| S.C. Braga       | 2019 - 2020 | Campeón de Copa de Liga de Portugal                |